# 70e division d'infanterie (France)
Pour les articles homonymes, voir 70e division d'infanterie.
La 70e division d'infanterie est une division d'infanterie de l'armée de terre française qui a participé à la Première Guerre mondiale.

## Les chefs de la70edivisiond'infanterie
- 2 août 1914 : Général Bizart
- 14 août 1914 : Général Fayolle
- 21 juin 1915 - 26 février 1916 : Général Nudant
- 1939 - 1940 : Général François

## Première Guerre mondiale

### Composition
À la mobilisation :
139e brigade d'infanterie
- 226e Régiment d'Infanterie d'août 1914 à novembre 1918
- 269e Régiment d'Infanterie d'août 1914 à janvier 1918 (dissolution)
- 42e Bataillon de Chasseurs à Pied d'août 1914 à novembre 1918
- 44e Bataillon de Chasseurs à Pied d'août 1914 à novembre 1918

140e brigade d'infanterie
- 237e Régiment d'Infanterie d'août 1914 à juin 1916 (dissolution)
- 279e Régiment d'Infanterie d'août 1914 à avril 1917
- 360e Régiment d'Infanterie d'août 1914 à novembre 1918

éléments organiques :
- 2 escadrons du 23e régiment de dragons
- 1 groupe de 2 batteries du 60e régiment d'artillerie de campagne et de 1 batterie du 5e régiment d'artillerie de campagne
- 1 groupe de 2 batteries du 60e régiment d'artillerie de campagne et de 1 batterie du 59e régiment d'artillerie de campagne
- 11e, 17e et 22e compagnies du 20e bataillon du génie

En cours du conflit :
- 114e Bataillon de Chasseurs Alpins de janvier à novembre 1918
- 26e Régiment d'Infanterie Territoriale d'août à novembre 1918

### Historique
Mobilisée dans la 20e région

#### 1914
- 8 - 25 août : concentration vers Nancy. Organisations défensives au nord-est de Nancy, et occupation de la position Laître-sous-Amance, Leyr, Jeandelaincourt ; puis repli, sur la région d'Hoéville (à la suite de la bataille de Morhange).
- 25 août - 28 septembre : engagée dans la bataille du Grand-Couronné :

25 août : combats vers Hoéville.
1er septembre : combat vers la ferme Saint-Libaire.
5 septembre : combats vers Courbesseaux.
8 - 9 septembre : combats à la lisière est de la forêt de Saint-Paul. À partir du 13 septembre, poursuite jusque dans la région Bauzemont, Serres, Hoéville ; organisation et occupation du terrain conquis.
- 28 septembre - 2 octobre : retrait du front et transport par V.F. de la région de Nancy vers celle de Lens.

#### 1915
- 2 octobre 1914 - 9 mai 1915 : mouvement en direction de Douai, jusque vers Oppy et Billy-Montigny. Engagée, à partir du 3 octobre, dans la 1re Bataille d'Artois : combats dans la région Neuvireuil, Oppy, Arleux-en-Gohelle, puis vers Vimy, Souchez, la ferme Berthonval et la Targette. Stabilisation et occupation d'un secteur vers Carency et la Targette (guerre de mines) :

31 octobre : extension du front, à gauche, jusque vers Notre-Dame-de-Lorette.
16 novembre : réduction, à droite, jusqu'au bois de Berthonval.
18, 27 décembre : attaques françaises sur Carency.
31 décembre : front réduit, à gauche, jusque vers Ablain-Saint-Nazaire.
29 avril 1915 : front réduit, à droite, jusque vers Carency.
- 9 mai - 25 septembre : engagée dans la 2e Bataille d'Artois :

9 mai, enlèvement du cimetière et du fortin de Carency.
12 mai, prise de Carency ; du 13 au 29 mai, conquête d'Ablain-Saint-Nazaire.
31 mai, prise de la sucrerie d'Ablain-Saint-Nazaire.
16 juin au 11 juillet, attaque française sur Souchez et contre-attaques allemandes. Occupation et organisation du terrain conquis.
- 25 septembre 1915 - 20 février 1916 : engagée dans la 3e Bataille d'Artois. Combats au château de Carleul, à Souchez, vers le bois de Givenchy, et au carrefour des 5 Chemins. Organisation et occupation du terrain conquis.

6 octobre : mouvement de rocade et occupation d'un nouveau secteur vers la ferme de la Folie :
11 octobre : attaques françaises sur la cote 140 et le bois de la Folie.
23 novembre, extension du front, à gauche, jusqu'au sud de Givenchy-en-Gohelle. Guerre de mines à la fin de janvier 1916 et au début de février.
8 février : attaque allemande sur la cote 140.
10 février : contre-attaque française.

#### 1916
- 20 février - 20 mars : retrait du front, repos vers Saint-Pol-sur-Ternoise. À partir du 29 février, transport par V.F. dans la région de Breteuil ; repos. À partir du 8 mars, transport par V.F. dans la région de Sainte-Menehould, puis mouvement vers celle de Verdun.
- 20 mars - 6 avril : engagée dans la Bataille de Verdun, vers la ferme de Thiaumont et l'étang de Vaux.

22, 30 et 31 mars et 2 avril : attaques allemandes.
- 6 avril - 15 mai : retrait du front, transport par camions dans la région de Ligny-en-Barrois ; repos. À partir du 11 avril, mouvement vers Vaucouleurs ; repos. À partir du 29 avril, mouvement vers le camp de Saffais ; instruction.
- 15 mai - 29 juillet : mouvement vers Domèvre-en-Haye, et occupation d'un secteur entre Limey et Fey-en-Haye.
- 29 juillet-12 août : retrait du front ; repos vers Toul.
- 12 - 19 août : transport par V.F. dans la région de Grandvilliers ; repos.
- 19 août - 22 septembre : transport par camions vers le front. Engagée, à partir du 23 août, dans la Bataille de la Somme, entre la Somme et Barleux :

5 septembre : attaque française et prise d'Ommiécourt-lès-Cléry. À partir du 8 septembre, occupation d'un nouveau secteur, plus au nord, entre l'ouest de Cléry-sur-Somme et le sud de la ferme de bois l'Abbé :
12, 14, 16 et 18 septembre : attaques françaises.
- 22 septembre - 1er octobre : retrait du front vers Lamotte-en-Santerre.
- 1er - 20 octobre : mouvement vers le front. Engagée, à nouveau, dans la Bataille de la Somme, vers Feuillères et le nord de Belloy-en-Santerre, le 18 octobre, attaque française sur Biaches.
- 20 - 31 octobre : retrait du front ; repos vers Lamotte-en-Santerre.
- 31 octobre - 19 novembre : occupation d'un secteur vers Feuillères et le nord de Belloy-en-Santerre, réduit à gauche, le 11 novembre, jusqu'au nord de Barleux.
- 19 novembre - 10 décembre : retrait du front, repos vers Breteuil : puis mouvement par étapes vers la région de Villers-Cotterêts.
- 10 décembre 1916 - 17 mars 1917 : mouvement vers le front et occupation d'un secteur entre la ferme Quennevières et Hautebraye.

#### 1917
- 17 mars - 4 mai : poursuite des troupes allemandes, lors de leur retrait stratégique durant l'opération Alberich : progression vers Moulin-sous-Touvent ; prise de Nampcel ; franchissement de l'Ailette ; progression vers le massif de Saint-Gobain. À partir de la fin de mars, stabilisation sur le front Coucy-la-Ville, Barisis-aux-Bois, déplacé à gauche, le 30 mars, entre Barisis-aux-Bois et l’Oise.
- 4 - 17 mai : retrait du front ; repos vers Vézaponin.
- 17 mai - 2 juin : occupation d'un secteur entre Barisis-aux-Bois et l'Oise.
- 2 - 21 juin : retrait du front, repos et instruction vers Estrées-Saint-Denis.
- 21 juin - 25 juillet : transport par camions vers le front et occupation d'un secteur vers la ferme Malval et l'Épine de Chevregny.

8 et 21 juillet : attaques allemandes.
- 25 juillet - 23 août : retrait du front, transport par V.F., de la région de Villers-Cotterêts, dans celle de Lure : repos vers Villersexel.
- 23 août - 3 septembre : mouvement vers Belfort ; travaux et instruction.
- 3 septembre 1917 - 28 janvier 1918 : mouvement vers Rougemont-le-Château ; puis, à partir du 11 septembre, occupation d'un secteur vers le canal du Rhône au Rhin et Leimbach, réduit à gauche, le 5 novembre, jusque vers Burnhaupt-le-Haut.

#### 1918
- 28 janvier - 26 mars : retrait du front, transport par V.F., de la région de Belfort, au camp de Darney ; instruction. À partir du 14 février, mouvement vers le camp d'Arches ; instruction. À partir du 3 mars, mouvement vers Bruyères ; travaux. À partir du 8 mars, transport par V.F., de Bruyères, au nord de Châlons-sur-Marne ; repos, puis travaux de 2e position.
- 26 mars - 17 avril : transport par camions dans la région de Montdidier. À partir du 28 mars, engagée, vers Rollot et Le Tronquoy, dans la 2e Bataille de Picardie : résistance à la poussée allemande ; puis stabilisation du front dans cette région.
- 17 avril - 11 mai : retrait de front et repos vers Moyenneville. À partir du 25 avril, transport par V.F. vers Estrées-Saint-Denis, puis vers Épinal ; repos vers Remiremont et Gérardmer.
- 11 mai - 16 juin : occupation d'un secteur entre Metzeral et la Fave.
- 16 juin - 12 juillet : retrait du front et à partir du 18 juin, transport par V.F. dans la région Senlis, Crépy-en-Valois, puis dans celle de Villers-Cotterêts : travaux.
- 12 juillet - 4 août : occupation d'un secteur vers Bailly et le bois Saint-Mard.
- 4 - 12 août : retrait du front, repos au nord de Pierrefonds ; puis mouvement vers Saint-Just-en-Chaussée ; repos.
- 12 août - 14 septembre : occupation d'un secteur de combat vers Mareuil-la-Motte ; participation à la 3e Bataille de Picardie ; et, à partir du 30 août, à la poussée vers la position Hindenburg : progression jusqu'au nord-ouest de la Fère ; organisation des positions conquises.
- 14 septembre - 12 octobre : retrait du front ; repos dans la région de Noyon, puis dans celle de Compiègne et d'Estrées-Saint-Denis. À partir du 27 septembre, mouvement vers Clairoix ; puis transport par V.F. à Hazebrouck ; mouvement vers Proven, puis vers Merkem.
- 12 octobre - 3 novembre : occupation d'un secteur vers la forêt d'Houthulst. À partir du 14 octobre, engagée, vers Hooglède, dans la 2e Bataille de Belgique : combats dans la région de Tielt ; le 20 octobre, prise de Nevele ; puis, progression jusqu'à l’Escaut (Bataille de la Lys et de l'Escaut).
- 3 - 11 novembre : stationnement, puis repos vers Deinze.

### Rattachements
Affectation organique :
- 2e Groupe de Réserve de la mobilisation au 1er octobre 1914
- Corps d'armée provisoire d'Urbal du 1er au 15 octobre 1914
- 33e corps d'armée, du 15 octobre 1914 au 11 novembre 1918

- 1re armée

16 – 29 septembre 1914
11 – 30 avril 1916
15 mai – 12 août 1916
21 novembre 1916 – 8 mars 1918
3 – 6 avril 1918
14 – 28 septembre 1918
- 2e armée

11 août – 16 septembre 1914
29 septembre – 5 octobre 1914
8 mars – 11 avril 1916
- 3e armée

26 mars – 3 avril 1918
6 – 25 avril 1918
2 – 4 août 1918
8 août – 14 septembre 1918
- 4e armée

8 – 26 mars 1918
- 6e armée

29 février – 8 mars 1916
12 août – 11 novembre 1916
19 octobre – 11 novembre 1918
- 7e armée

25 avril – 18 juin 1918
- 10e armée

5 octobre 1914 – 29 février 1916
11 – 21 novembre 1916
18 juin – 2 août 1918
4 – 8 août 1918
- D.A.L.

30 avril – 15 mai 1916
- G.A.F.

28 septembre – 19 octobre 1918

## Seconde Guerre mondiale

### Composition le 10 mai 1940
Composition le 10 mai 1940
- 22e régiment d'infanterie de forteresse
- 223e régiment d'infanterie
- 279e régiment d'infanterie
- 44e demi-brigade de chasseurs à pieds 
  - 81e bataillon de chasseurs à pied
  - 90e bataillon de chasseurs à pied
  - 109e bataillon de chasseurs à pied
- 68e régiment d'artillerie divisionnaire
- 268e régiment d'artillerie lourde divisionnaire
- 51e groupe de reconnaissance de division d'infanterie